# Myospila setosissima
Myospila setosissima este o specie de muște din genul Myospila, familia Muscidae, descrisă de John Richard Vockeroth în anul 1972. Conform Catalogue of Life specia Myospila setosissima nu are subspecii cunoscute.